# Steven Erikson
Steven Erikson (* 7. října 1959), vlastním jménem Steve Rune Lundin, je kanadský spisovatel žánru fantasy a také sci-fi. Vystudoval antropologii a archeologii. Nějaký čas strávil na vykopávkách v Jižní a Střední Americe. Tam se také seznámil se svou ženou. Nyní se věnuje pouze psaní.
Jeho bezpochyby nejvýznamnějším dílem je série Malazská kniha padlých (orig. Malazan Book of the Fallen), která si získala velkou popularitu po celém světě a Eriksona zařadila mezi přední současné autory epické fantasy. První díl této série plánované na deset dílů nese název Měsíční zahrady. V České republice série vychází pod nakladatelstvím Talpress v překladu Dany Krejčové.

## Dílo
Malazská kniha padlých
- Měsíční zahrady (orig. Gardens of the Moon, 1999)
- Dům mrtvých (orig. Deadhouse Gates, 2000)
- Vzpomínky ledu 2004 (orig. Memories of Ice, 2001)
- Dóm řetězů 2005 (orig. House of Chains, 2002)
- Půlnoční vlny 2007 (orig. Midnight Tides, 2004)
- Lovci kostí 2008 (orig. The Bonehunters, 2006)
- Vichr smrti 2009 (orig. Reaper's Gale, 2007)
- Daň pro ohaře 2010 (orig. Toll the Hounds, 2008)
- Prach snů 2011 (orig. Dust of Dreams, 2009)
- Chromý bůh 2012 (orig. The Crippled God, 2011)

Romány ze světa Malazské knihy padlých
- Potoky krve (orig. Blood Follows) 2002
- Zdraví mrtví (orig. The Healthy Dead) 2004
- The Lees of Laughter's End 2007

Ostatní
- The Devil Delivered 2004
- Revolvo 2008
- Spratek (orig. Wildfull Child, 2014)